# Połączenia zamykające
Połączenia zamykające (połączenia barierowe, listewki graniczne, połączenia ścisłe) (ang. tight/occluding junctions) - miejsca u szczytów komórek, w których błony ściśle do siebie przylegają. W wielu nabłonkach znajdują się w najbardziej aplikalnej (szczytowej) części komórki. Łączą się ze sobą tworząc obwódki zamykające. Główne białka łączące w połączeniach tego typu to kaludyna i okludyna (należących do białek adhezyjnych zwanych kadherynami)
Do funkcji listewek granicznych należą:
- zapobieganie przedostania się płynu tkankowego do światła narządu
- dostawanie się drobnoustrojów między komórki
- gwarantuje, że cząsteczki przedostające się przez nabłonek przechodzą przez komórki (drogą przezkomórkową) a nie między nimi (drogą parakomorkową)[4]
- uniemożliwienie dyfuzji białek i lipidów między częścią szczytową komórki a jej częścią podstawno-boczną (pozwala na utrzymanie polaryzacji błony)[5]